# Różewo (wieś w województwie zachodniopomorskim)
Różewo (pol. hist. Rozwałd) – wieś w Polsce położona w województwie zachodniopomorskim, w powiecie wałeckim, w gminie Wałcz.

## Nazwa
Pierwotna niemiecka nazwa obecnej wsi Różewo zapisywana była w różnych formach i przez to nie jest jasne dla językoznawców, czy końcówka brzmiała -wald (las), czy też -felde (pole). W czasach nowożytnych w granicach Korony Królestwa Polskiego w użyciu funkcjonowała spolszczona nazwa Rozwałd
W XVI wieku na gruncie wsi Rozwałd starosta wałecki Andrzej Górka osadził nową wieś w starostwie wałeckim o nazwie Róża. W podatkowych rejestrach poborowych wieś ta nie była wymieniana, wspomniano ją natomiast w rozgraniczeniu starostw wałeckiego i ujskiego z lat 1588-1591. Została także wymieniona w latach 1592, 1593 wśród wsi starostwa wałeckiego. Do tej szesnastowiecznej nazwy nawiązuje obecna nazwa wsi Różewo.

## Historia
Miejscowość pierwotnie związana była z Zachodnim Pomorzem oraz Wielkopolską. Ma metrykę średniowieczną i istnieje co najmniej od połowy XV wieku. Wymieniona pierwszy raz w dokumencie zapisanym po łacinie z 1448 pod nazwą Roszwelth, Rozwedl, Rozweld, 1449 Rozwedl, 1462 Roszwelth, 1471 Roszwelh, 1520 Rozwod, 1520 Roszwolth, 1534 Roszwyld, 1558 Rozwold, 1563 Roschffeld. W 1944 okresie III Rzeszy  miejscowość nazywała się Rosenfeld.
W 1448 Jan Wedel Wedelski miecznik poznański, tenutariusz wałecki zapisał żonie Annie po 2500 grzywien posagu oraz wiana na częściach dóbr Tuczno, Mirosławiec] oraz na połowach wsi Strączno, Chwiram oraz całych wsiach Rozwałd i Dzikowo wszystkich leżących w starostwie wałeckim Korony Królestwa Polskiego.
W 1449 Jan Wedel Wedelski tenutariusz drahimski oraz wałecki nadał Stanisławowi Borowskiemu przywilej sołecki w celu lokowania wsi w miejscu opuszczonej wówczas miejscowości Rozwałd. Sołtys otrzymał 4 łany roli, 100 drzew na barcie, karczmę oraz łąkę. Miał on prawo łowić na własne potrzeby we wszystkich wodach przyległych do dziedziny Rozwałd, wypasać swoją trzodę i młode konie, wykarczować 3 ostrowy, a także otrzymał prawo polowania jednak w zamian musiał tenutariuszowi oddać 1/4 upolowanej zwierzyny.  Sołtys oraz inni mieszkańcy wsi mogli korzystać z takiego samego prawa, jakie obowiązywało w mieście Wałczu. Sołtys zobowiązany był również do służby tenutariuszowi na koniu wartości 3 grzywien. Nowo osadzeni mieszkańcy otrzymywali 15 lat zwolnienia z podatków czyli t.zw. wolnizny, a po upływie tego czasu mają dać co roku z każdego łanu tenutariuszowi po 8 skudów na dzień św. Marcina przypadającego 11 listopada, pół kopy jaj na Wielkanoc, po 2 kapłony na dzień Narodzenia NMP przypadającego 8 września oraz po 2 korce owsa na Boże Narodzenie. Mieszkańcy zostali także zobowiązani do orki oraz koszenia i zbierania siana w dobrach starostwa, tak jak to było w zwyczaju w innych wsiach.
W 1471 Anna wdowa po Janie Wedelskim mieczniku poznańskim sprzedała Andrzejowi Szamotulskiemu synowi Piotra swoją oprawę wdowią o łącznej wartości 5200 grzywien w skład której wchodziło również Różewo. W 1472 król polski Kazimierz IV Jagiellończyk zatwierdził tę sprzedaż, wymieniając jako kupującego starostę generalnego Wielkopolski Piotra z Szamotuł.
W 1520 król polski Zygmunt Stary wystawił list żelazny Maciejowi plebanowi w Wałczu oraz jego matce Dorocie Łuczynie z Ujścia, jego bratankowi Janowi Łuczycowi oraz Łukaszowi wójtowi z Róży, którzy nie czuli się bezpiecznie, gdyż zagrażał im Hieronim Mosiński tenutariusz ujski.
W 1534 szlachcic Andrzej Staruchowski sprzedał dwa łany sołeckie w Różewie za 30 grzywien opatrznemu Tomaszowi Głupczyńskiemu z Głupczyna w powiecie nakielskim. W 1546 król Zygmunt Stary na prośbę Walentego Sierzika sołtysa w Różewie, potwierdził oraz odnowił przywilej sołecki dla sołtysa w Różewie zapisanego w roku 1449. W 1558 opatrzny Wojciech Ksionek sołtys w Różewie, za zgodą Jana Przespolewskiego burgrabiego wałeckiego, sprzedał jeden łan należący do sołectwa we wsi Andrzejowi Storzichowi. W 1581 Andrzej Storzich oddał swoje sołectwo synowi Pawłowi Storzichowi wraz z inwentarzem żywym: 4 wołami, 2 krowami i 3 końmi, a część inwentarza zachował dla siebie. Po śmierci Andrzeja sołectwo zostało podzielone pomiędzy 3 jego synów: Pawła, Wawrzyńca i Macieja, którzy zawarli między sobą ugodę w tej sprawie.
W latach 1586–1592 przed sądem ziemskim odbyło się postępowanie o ustaleniu granic między starostwem wałeckim i ujskim, w którym nie uznano pretensji sołtysa z Różewa do barci znajdujących się koło młyna o nazwie Gędek oraz okolicznych łąk.
Wieś odnotowały historyczne rejestry podatkowe. W 1563 odnotowano pobór podatków z miejscowości od 34 półłanków pobrano po 10 groszy, od 3 zagrodników po 2 grosze, od 2 karczm po 12 groszy, od krawca i kowala po 2 grosze. W 1577 wieś zalegała z poborem od 34 półśladów. W 1579 pobór z miejscowości wyniósł: od 31 półśladów po 15 groszy (pozostałe trzy gospodarstwa były opuszczone), od 3 sołtysów posiadających po więcej niż pół śladu roli pobrano po 21 groszy, od 4 zagrodników, którzy mieli po trochę roli, po 6 groszy, od 3 komornic po 2 grosze oraz od 2 karczmarzy po 12 groszy.
W XVI wieku miejscowość była wsią królewską należącą do królów polskich o nazwie Rozwałd i leżała w starostwie wałeckim w powiecie wałeckim województwa poznańskiego w Rzeczypospolitej Obojga Narodów. W 1608 należała do parafii Wałcz.
W wyniku rozbiorów Rzeczypospolitej w 1793, miejscowość przeszła w posiadanie Prus i jak cała Wielkopolska znalazła się w zaborze pruskim.
W latach 1973–1976 miejscowość była siedzibą gminy Różewo. W latach 1975–1998 miejscowość administracyjnie należała do województwa pilskiego.
W roku 1964 został w niej założony klub sportowy, który funkcjonuje do dziś pod postacią drużyny piłki nożnej juniorów i seniorów. Dzisiejsza nazwa to Klub Sportowy „Wspólni” Różewo.

## Turystyka
We wsi znajduje się kościół parafialny pw. św. Wawrzyńca w stylu neogotyckim, który wybudowano w 1898, a konsekrowano w 1905.